# Popa

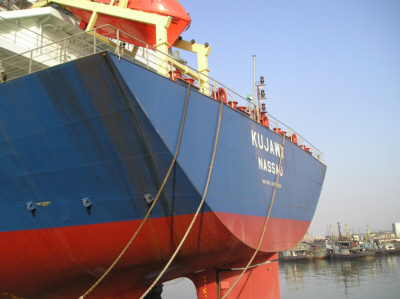
Espejo de popa de un mercante moderno.

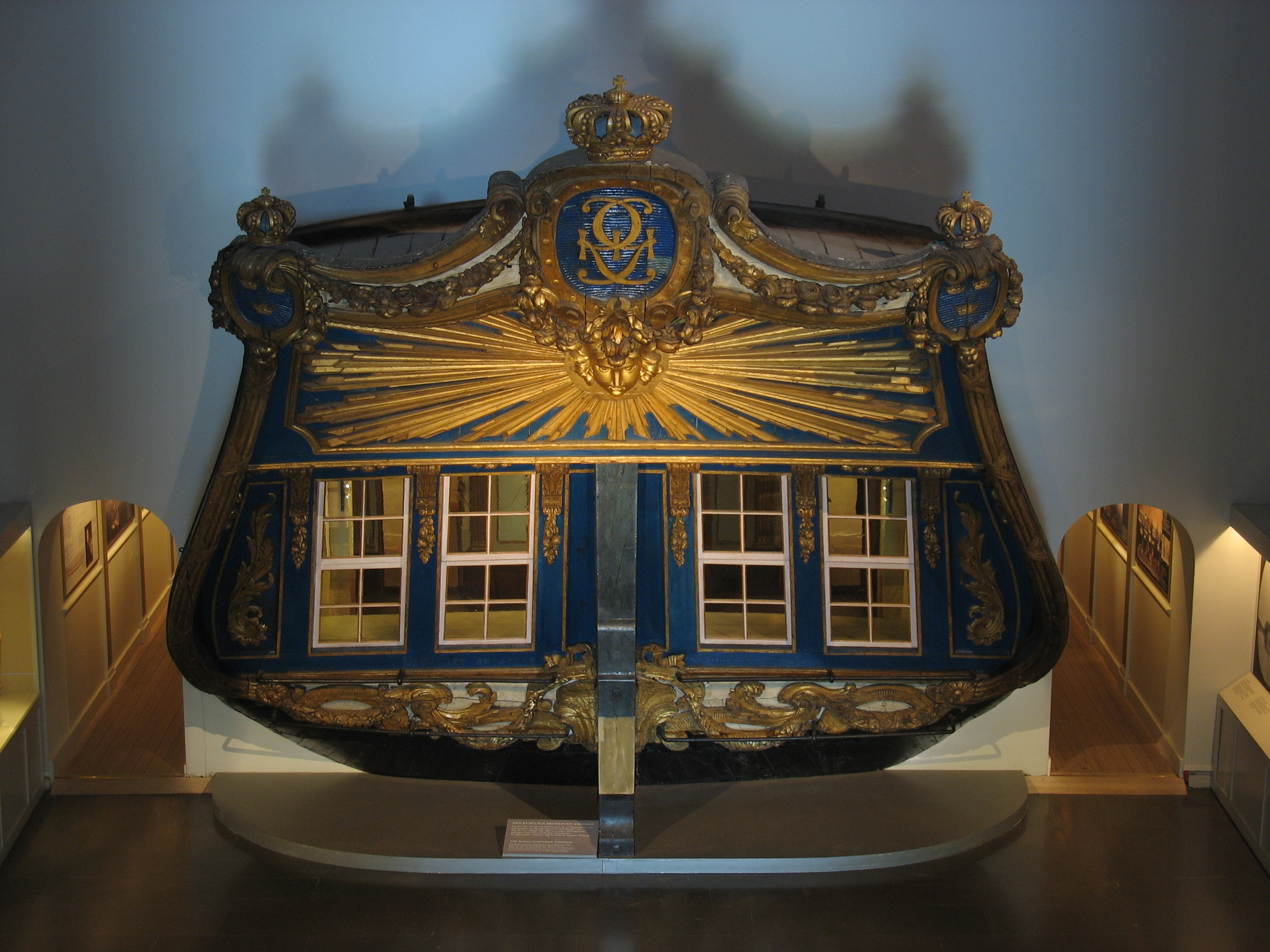
Espejo de popa de un navío sueco del.

En náutica, la popa (fig. de antiguo uso culo) de una embarcación, es la terminación posterior de su estructura, donde se coloca el timón y antiguamente estaban las cámaras o habitaciones principales. (fr. Poupe; ing. Stern; it. Poppa).
Por extensión se denomina también popa a la parte trasera de un buque considerando a este dividido en tres partes iguales a contar desde la proa.

## Etimología
La popa se llama figuradamente culo.

## Descripción
Al igual que la proa y a fin de evitar los remolinos y pérdida de energía, esta parte del buque es también afinada.
| Español                       | Inglés                                    | Descripción |
| ----------------------------- | ----------------------------------------- | --- |
| Coronamiento                  | Taffrail (Taffarel)                       | Es la parte más alta de la popa. |
| Espejo (Escudo, Estampa)      | Transom                                   | Es el extremo plano al final del codaste que se forma con la última cuaderna.                                                                                          |
| Bovedilla superior (Friso)    | Upper Counter                             | Es la línea geométrica arqueada que se extiende desde el yugo de la segunda cubierta al galón que termina en las ventanas de la cámara baja (ésta casi no tiene arco). |
| Bovedilla inferior            | Lower Counter                             | Es la línea geométrica arqueada que se extiende desde el yugo de la cruz hasta la segunda cubierta                                                                     |
| Gambotas                      | Stern timbers                             | |
| Peto (Abanico)                | Stern frame                               | Está formado por codaste, aletas y yugos. |
| Codaste                       | Stern post                                | Es la pieza vertical que sube desde la quilla hasta el comienzo del espejo.                                                                                            |
| Aletas (Brazales, Brazaletes) | Fashion pieces                            | |
| Yugos                         | Transoms                                  | |
| Cochinatas                    | Sleepers                                  | Maderos diagonales que refuerzan por adentro los yugos. No se deben confundir con las bulárcamas que también se denominan cochinatas.                                  |
|                               | Whiskers (Horn timbers, Fan tail timbers) | |
| Arbotantes                    |                                           | Estructuras de soporte laterales cuando las hélices no están en línea de crujía,                                                                                       |
| Henchimientos                 | helm ports                                | Soporte del eje de la hélice. |
| Hélice(s)                     | Propeller                                 | Son los componente(s) propulsor(es) de la embarcación. |
| Timón                         | Rudder                                    | Es el plano de orientación mecánico para la dirección de una embarcación.                                                                                              |
| Cucharros                     | Hood                                      | Curvatura del casco desde la línea de agua hasta la cinta a uno y otro lado del codaste.                                                                               |

| Español                      | Inglés   | Descripción |
| ---------------------------- | -------- | ----------- |
| Curva de sobrequilla de popa | Sternson |             |
| Curva coral                  |          |             |

## Tipos
| Español                    | Inglés                                           |
| Popa                       | Stern                                            |
| -------------------------- | ------------------------------------------------ |
| de Espejo (Estampa, Llana) | Transom (Square)                                 |
| Redonda                    | Circular                                         |
| Elíptica                   | Elliptical (Counter, Cutaway, Fantail, Merchant) |
| De crucero                 | Cruiser                                          |
| Torpedo (de Bote torpedo)  | Torpedo (Torpedo-boat)                           |

### Popa de Espejo
La superficie plana de cualquier popa de espejo de una embarcación puede empezar en la línea de agua o arriba de ésta.
| Español                     | Inglés                           | Descripción |
| Popa                        | Stern                            | Descripción |
| --------------------------- | -------------------------------- | --- |
| de Retroceso (Lanzada)      | Reverse (Sugar-scoop, Retroussé) | Es un tipo de popa de espejo que está inclinada hacia atrás. Es común en yates modernos, raro en embarcaciones anteriores al siglo XX. |
| de Barco cohete             | Rocket ship                      | Es una popa de retroceso extremadamente inclinada. |
| de Espejo vertical (Tajada) | Vertical transom (Plumb)         | No se inclina, cae directamente desde el coronamiento hasta el yugo de la cruz. |
| de Costanzi                 | Costanzi                         | Diseñado para embarcaciones de mar. Es un compromiso entre la popa de forma de cuchara y la de espejo, permite colocar impulsores azimutales (ej. Queen Mary 2, además fue propuesto para el SS Oceanic y el Eugenio C de los años 1960s). |

### Popa redonda
La popa de espejo era un objetivo fácil para los cañones del enemigo, pues no se le podían poner cañones de mira para defenderse debido al peso.
En 1817, el arquitecto naval sir Robert Seppings para resolver el problema de peso introdujo la popa redonda.

### Popa elíptica
La popa redonda era considerada por muchos como fea (ninguna nave de guerra americana fue diseñada con ese tipo de popa) y fue rápidamente superada por la popa elíptica.
En 1820, los Estados Unidos comenzaron a construir la primera nave de guerra con popa elíptica, una década antes que los británicos. El USS Brandywine llegó a ser el primer barco de velas en lucir dicha popa.
Sir William Symonds rectificó el diseño de popa redonda. Introdujo un conjunto de maderos rectos que se extienden diagonalmente desde la cabeza del codaste de proa hacia arriba hasta alcanzar una misma altura (formando una especie de abanico) pero con sus longitudes decreciendo a medida que cierran la circunferencia y se forma la elipse.
Así como las gambotas de una popa de espejo descansan sobre el yugo de la cruz, las gambotas de una popa elíptica descansan sobre los maderos rectos.
La popa elíptica comenzó a ser utilizada en la era de vela, pero permaneció muy popular para mercantes y naves de guerra bien adentro de la era náutica de vapor y a través de las primeras 8 décadas de la construcción de vapores (entre 1840 y 1920), a pesar de que el diseño dejaba el timón expuesto y vulnerable a situaciones de combate.

### Popa de crucero
Las popas circulares y popas elípticas fueron una gran mejora sobre la popa de espejo, pero dejaban al descubierto el timón, este problema lo mejoró la popa de crucero (de casco de hierro o acero).
La popa de crucero protegía el timón al ponerlo abajo de la cubierta de blindaje. El codaste ahora llegó a ser un punto, ya no más un panel plano o curva. La bovedilla, ahora, llegaba desde el codaste hasta el coronamiento en un arco continuo.
Pronto, fue descubierto que las embarcaciones de guerra con popa de crucero experimentaban menos resistencia al agua que esas con popa elíptica, y entre la I Guerra Mundial y la II Guerra Mundial, la mayoría de los diseños de mercantes siguieron esta tendencia.

### Popa torpedo (Popa de bote torpedo)
Describe un tipo de popa con la parte baja de forma redondeada que es casi plana en la línea de agua, pero de ahí se inclina hacia arriba en forma cónica hacia la cubierta (es una forma práctica para botes de potencia de alta velocidad en corrientes muy poco profundas).

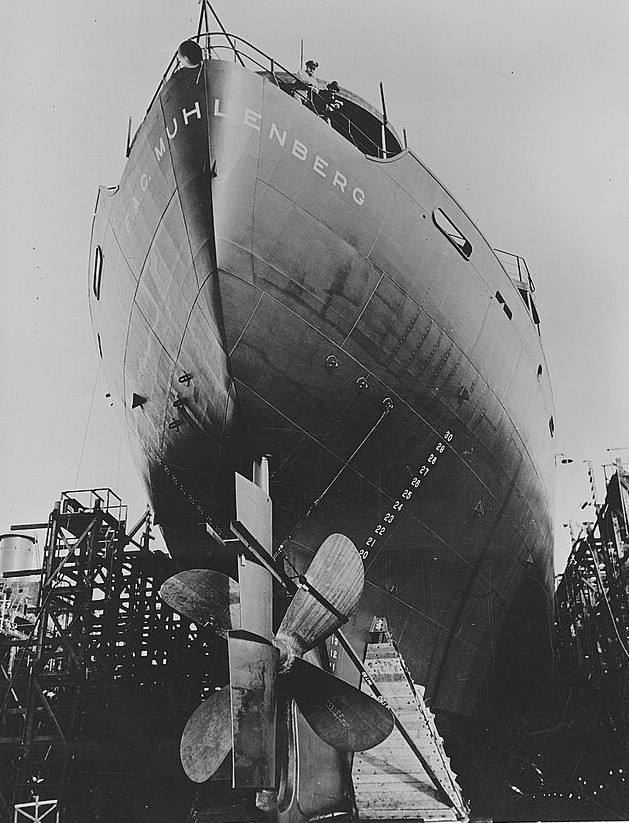
Popa lanzada de un buque Liberty.
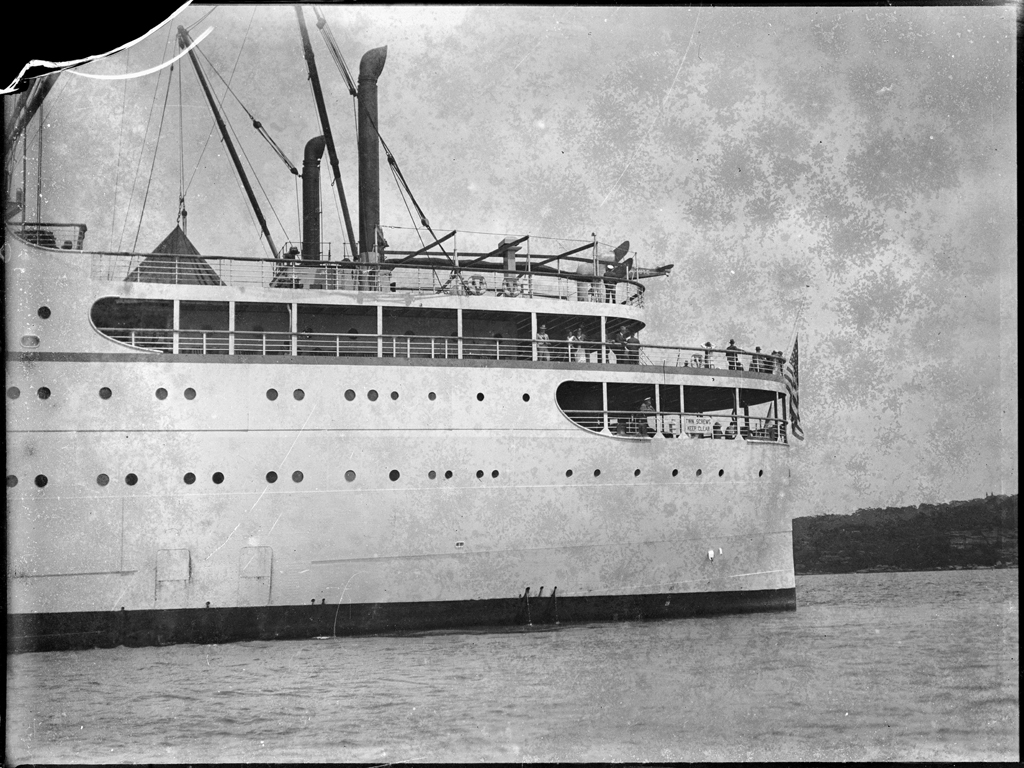
Popa de crucero de un buque transatlántico.
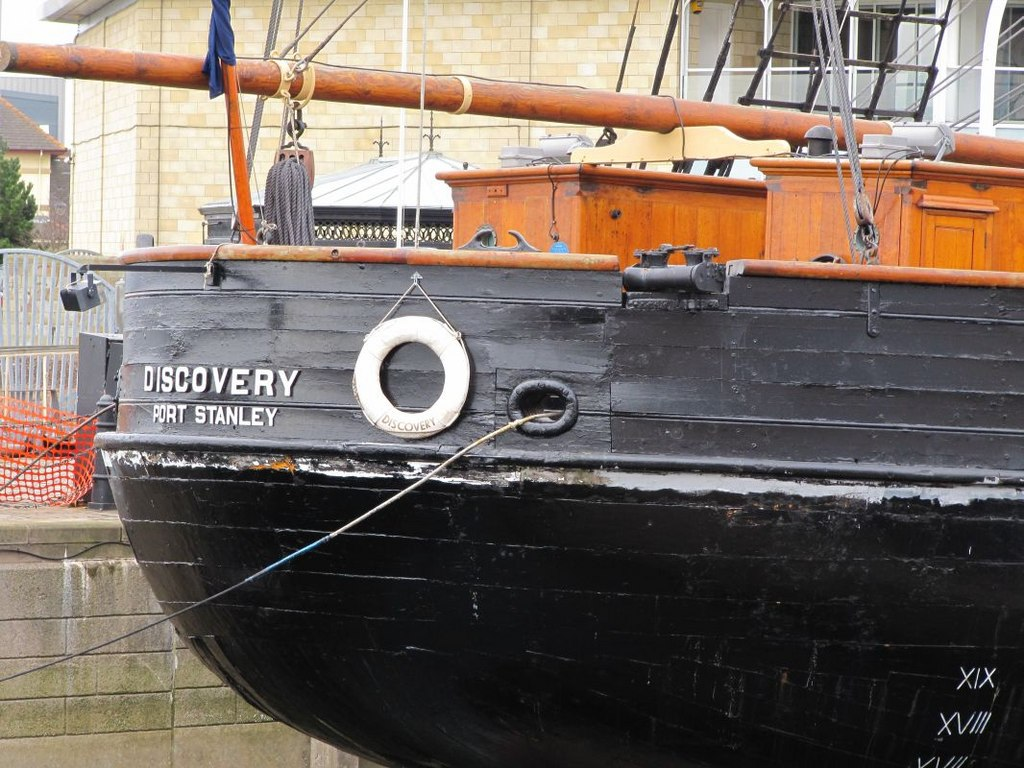
Popa redonda de un barco de madera.